# خاطرات مردی نامرئی
خاطرات مردی نامرئی (انگلیسی: Memoirs of an Invisible Man) فیلمی در ژانر علمی–تخیلی و کمدی به کارگردانی جان کارپنتر است که در سال ۱۹۹۲ منتشر شد.

## خلاصه فیلم
نیک هالوی بر اثر یک حادثه تبدیل به مردی نامرئی شده‌است. وقتی جنکینز در مورد او مطلع می‌شود، او را وارد دنیای جاسوسی کرده و تبدیل به یک مأمور نامرئی سی‌آی‌ای می‌کند. وقتی آلیس عاشق او می‌شود، آن‌ها برای رهایی از دستان جنکینز فرار می‌کنند…